# Птахшепсес IV
Птахшепсес IV (*XXIV ст. до н. е.) — давньоєгипетський діяч, верховний жрець Птаха в Мемфісі часів фараонів Уніса і Теті II.

## Життєпис
Походив зі знатного жрецького роду, нащадок Птахшепсеса I, верховного жерця Птаха. Син Сабу II Ібебі, верховного жерця Птаха. За часів батька зробив швидку кар'єру, досягши посади другого верховного жерця Птаха ще за життя батька. Після смерті Сабу II домігся обрання колегою свого брата Сабу III Тжеті. Також був жерцем пірамід фараонів Уніса та Теті II. Завдяки цьому закріпив становище свого роду серед жерців та на державних посадах. після смерті Птахшепсеса IV його брат об'єднав посади верховних жерців Птаха в єдину.
Його могилу було знайдено в Сакарі Огюстом Марієттом, потім розкопано Жаком де Морганом у 1893 році, трохи північніше від мастаби Птахшепеса I. Поруч з нею розташована мастаба Сабу II. В мастабі Птахшепеса IV знайдено стелу з вапняку, пофарбовану в червоний колір для імітації граніту, на ній вибито фігури та ієрогліфи в зеленому забарвленні. Самого жерця зображено разомз батьком, братом і одним з синів.

## Родина
Дружина — Інтіїт
Діти:
- Птахшепес
- Сабу
- донька